# Gelatinopsis ericetorum
Gelatinopsis ericetorum är en svampart som först beskrevs av Körb., och fick sitt nu gällande namn av Rambold & Triebel 1990. Gelatinopsis ericetorum ingår i släktet Gelatinopsis och familjen Helotiaceae.   Inga underarter finns listade i Catalogue of Life.